# Crucibulum laeve
Crucibulum laeve és una espècies de fong agarical de la família de les nidulariàcies (Nidulariaceae), que és una família caracteritzada pel fet que els seus cossos fructífers semblen petits nius d'ocells plens d'ous. Aquests cossos fructífers estan adaptats per a la dispersió de les basidiòspores per l'energia cinètica de l'esquitx de la pluja. Els "ous" dins els niuets d'ocell són closques ceroses dures que contenen espores. Els membres d'aquest gènere són fongs sapròfits que típicament es troben sobre la fusta en descomposició o en residus de fusta.

## Història
Aquests fongs en forma de niuet van ser descrits primer pel botànic flamenc Carolus Clusius en la seva obra Rariorum plantarum historia (1601). Fins i tot el botànic Jean-Jacques Paulet, en la seva obra Traité des champignons (1790–3), erròniament suggerí que els ous (peridiols) sortien per ejecció dels cossos fructífers per un tipus de mecanisme primaveral.
L'estructura i la biologia del gènere Crucibulum es va conèixer millor a mitjan segle xix quan els germans Louis René and Charles Tulasne publicaren una monografia sobre aquests fongs.
L'espècie tipus del gènere Crucibulum descrit pels germans Tulasne era Crucibulum vulgare, un antic sinònim de l'espècie actualment coneguda com a C. laeve.

## Hàbitat i distribució
Són sapròfits i viuen en fusta en descomposició; de vegades se'ls troba en fems secs.
C. laeve, és una espècie de zona temperada i una distribució circumpolar. S'ha trobat en molts països europeus, les Illes Canàries i a Amèrica del Nord des d'Alaska a Mèxic mentre que a Amèrica del Sud els lloc on es troben inclouen Xile i Terra del Foc. També s'ha trobat a Austràlia, Islàndia, Japó i Nova Zelanda

## Comestibilitat
Les espècies de la família Nidulariaceae, incloent Crucibulum, es consideren incomestibles. Tanmateix no s'ha informat que siguin verinoses pels humans.